# Only Lovers Left Alive
Only Lovers Left Alive ist ein romantisches Filmdrama aus dem Jahr 2013 von Jim Jarmusch über Vampire in der Gegenwart. In den Hauptrollen der britisch-deutschen Koproduktion sind Tom Hiddleston und Tilda Swinton zu sehen. Der Film war 2013 bei den Filmfestspielen von Cannes für die Goldene Palme nominiert.

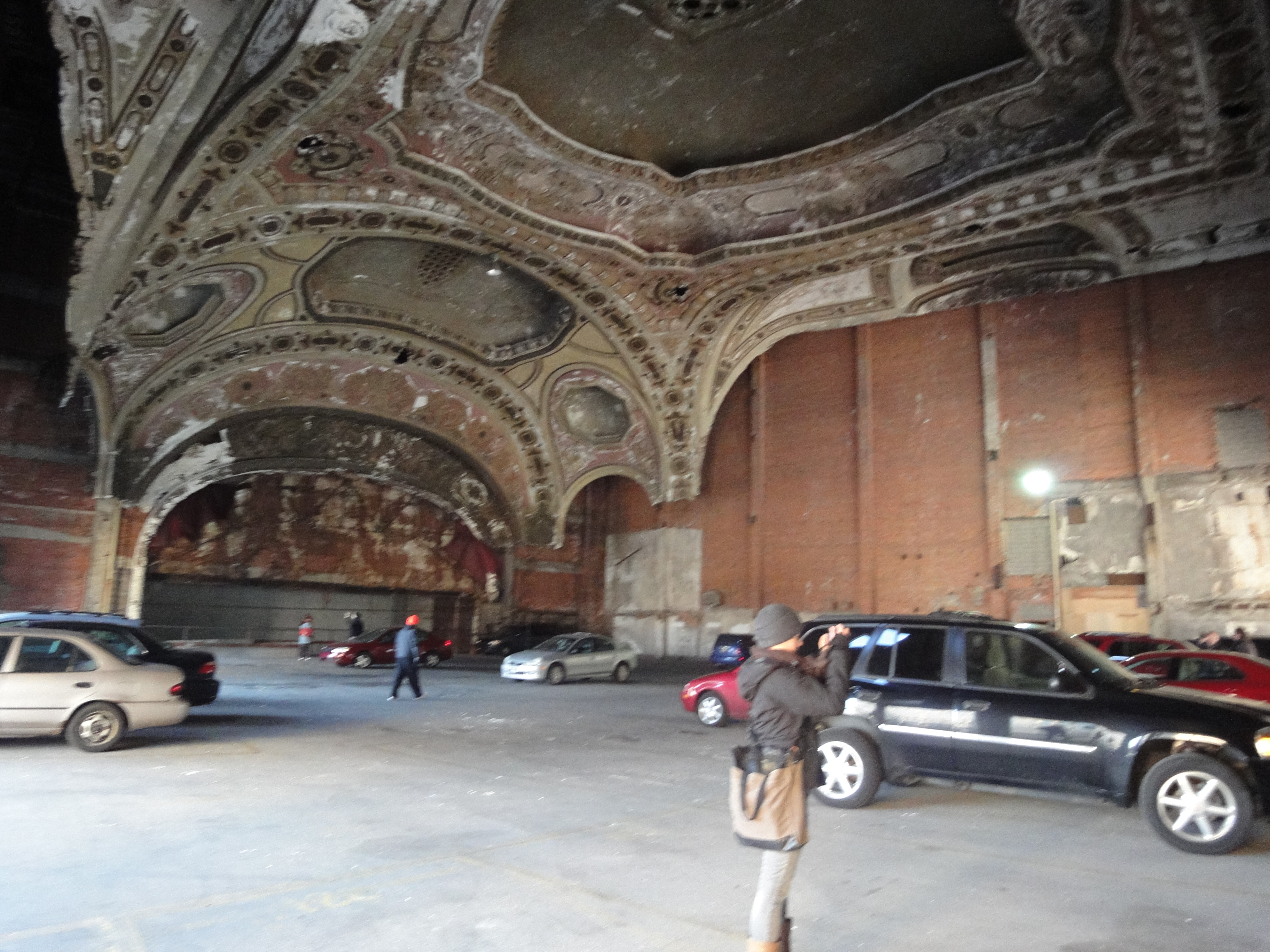
Drehort Parkplatz Michigan Theater

## Handlung

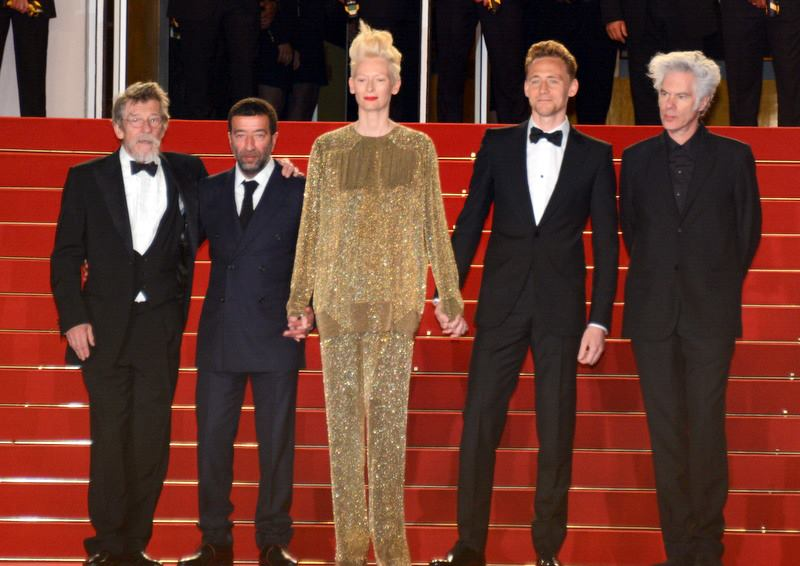
John Hurt, Slimane Dazi, Tilda Swinton, Tom Hiddleston und Jim Jarmusch 2013 bei den Internationalen Filmfestspielen von Cannes

Die Vampire Adam und Eve sind ein Ehepaar. Sie kennen sich seit Jahrhunderten und sind schon einigen bedeutenden kulturellen und wissenschaftlichen Größen begegnet. Während die kultivierte Eve in Tanger lebt und sich vorwiegend der Literatur widmet, lebt der schwermütige Adam in Detroit, wo er sich in der Undergroundszene mit psychedelischer Musik einen Namen gemacht hat. Die beiden kommunizieren vorwiegend über das Internet miteinander, doch im Unterschied zu Eve hat Adam Probleme, sich in der modernen Welt zurechtzufinden. Beide haben sich fest vorgenommen, keinen Menschen mehr zu beißen. Sie nutzen andere Methoden der Blutbeschaffung: Eve bekommt den „Stoff“ von ihrem Freund Christopher Marlowe, der seinen Tod im 16. Jahrhundert nur vorgetäuscht hat; Adam besorgt sich das Blut gegen Bargeld im Krankenhaus. Als Eve feststellen muss, dass Adam niedergeschlagen ist, fliegt sie nach Detroit, um ihn zu besuchen. Zusammen spielen sie Schach und verspeisen im Kühlschrank gelagertes Bluteis am Stiel. Doch kurze Zeit später taucht zu Adams Leidwesen – und nach 87 Jahren Abwesenheit – auch Eves jüngere, exaltierte und leichtlebige Schwester Ava auf und stört mit ihrer chaotischen Art die Zweisamkeit der beiden. Nach einem Konzertbesuch verletzt sie auch noch die Regeln und saugt Adams Kollegen Ian, einen „Zombie“ – Adams Bezeichnung für Sterbliche –, mit einem Biss in den Hals aus. Ava wird daraufhin aus dem Haus geworfen und Ians Leiche nach einer Fahrt durchs nächtliche Detroit in einem industriellen Säurebehälter vernichtet. Um Nachforschungen zu entgehen, fliegen Adam und Eve nach Tanger, wo sie Augenzeugen beim Sterben von Marlowe werden, der verunreinigte Blutprodukte konsumiert hat. Da dieser bislang Eve mit Blut versorgt hat, schwinden bei Adam und Eve zusehends die Kräfte. In ihrem Blutdurst machen sie sich schließlich über ein Liebespaar her. Mit einem Excusez-moi von Eve endet der Film.

## Entstehungsgeschichte und Dreharbeiten
Obwohl die Finanzierung des Filmprojekts noch nicht gesichert war, gab Jarmusch, der auch das Drehbuch verfasst hat, 2010 bekannt, dass er Tilda Swinton, Michael Fassbender, Mia Wasikowska und John Hurt als Schauspieler gewinnen konnte. Fassbender wurde dann durch Tom Hiddleston ersetzt.
Finanziert wurde das Projekt schließlich unter anderem von der Filmstiftung NRW. Das Budget betrug rund 7 Millionen Euro.
Die Dreharbeiten fanden ab Juni 2012 in Detroit, Tanger, Hamburg, Köln und Leverkusen statt. Die Kostüme entwarf Bina Daigeler.
Für Jarmusch selbst stehen Adam und Eve als „Metaphern für den gegenwärtigen Zustand menschlichen Lebens – sie sind zerbrechlich und in Gefahr, empfindlich für die Gewalt der Natur und für das kurzsichtige Verhalten derer, die an der Macht sind“.

## Synchronisation
Die deutsche Fassung entstand bei der Christa Kistner Synchronproduktion GmbH in Potsdam. Beate Klöckner war sowohl für das Dialogbuch als auch für die Dialogregie verantwortlich.
| Darsteller      | Rolle           | Synchronsprecher |
| --------------- | --------------- | ---------------- |
| Tom Hiddleston  | Adam            | Till Endemann    |
| Tilda Swinton   | Eve             | Traudel Haas     |
| Mia Wasikowska  | Ava             | Janin Stenzel    |
| John Hurt       | Marlowe         | Axel Lutter      |
| Anton Yelchin   | Ian             | Patrick Roche    |
| Slimane Dazi    | Bilal           | Tayfun Bademsoy  |
| Jeffrey Wright  | Dr. Watson      | Jörg Hengstler   |
| Yasmine Hamdan  | Yasmine         | Judith Hoersch   |
| White Hills     | als sie selbst  | n.n.             |
| Aurélie Thépaut | Flugbegleiterin | Isabella Vinet   |

## Kritiken
Jarmuschs Film erntete überwiegend positive Kritiken.
Tim Caspar Boehme lobte in seiner Rezension im Spiegel vor allem Kameraführung und Regiearbeit von Jarmusch, der durch seine behutsame Herangehensweise in Only Lovers Left Alive „poetische Bilder mit ihren ganz eigenen Geschichten“ habe entstehen lassen. Die Kamera blicke bei den nächtlichen Autofahrten durch das menschenleere Detroit „fast zärtlich auf die überwucherte Schönheit der ehemaligen Metropole“, als ob Jarmusch „der bankrotten ‚Motor City‘ mit diesen tageslichtfreien Bildern ein Denkmal“ habe setzen wollen. Das Genre des Vampirfilms liefere dabei nur eine Rahmenhandlung für „reichlich Situationskomik und trockenen Humor“ in einem Film, der sich stets „viel Zeit mit dem Erzählen“ lasse.
Björn Hayer rühmte in der Neuen Zürcher Zeitung an Jarmuschs Film, der den Vampirmythos in vielschichtiger Form fortführe, die „gelungene Mixtur aus Romanze, Gruseldrama und Musikfilm“; erzählt werde „im Fatum des Vampirs von der Melancholie der modernen Urbanität“.
Daniel Kothenschulte von der Frankfurter Rundschau sah in Jarmuschs von kulturverliebtem Vampirismus geprägter Verfilmung einen Film über eine „recht erwachsene Liebe“, in der alle Leidenschaft sich „in lässigem Einvernehmen“ genüge. Genau dies mache jedoch den besonderen Charme von Only Lovers Left Alive aus als einem Liebesfilm, der – anders als in diesem Genre üblich – von „stiller Seelenverwandtschaft“ erzähle.
Silvia Hallensleben vom Tagesspiegel bezeichnete Only Lovers Left Alive als Jarmuschs bisher persönlichsten Film, der mit „somnambuler Musik“ und  auch in der visuellen Komposition mit ihren „Chiaroscuro-Effekten an Renaissance-Meister“ erinnere. Der Film sei eine „wehmütige Elegie auf das analoge Zeitalter und ebenso ein Menetekel kommender spiritueller und ökologischer Katastrophen“ und richte sich primär an ein erwachsenes Publikum, das „den heftigen Hauch von Wehmut“ richtig „goutieren“ könne.
Die Mainzer Allgemeine Zeitung hob die ebenso skurrilen wie liebenswerten Charaktere in Only Lovers Left Alive hervor, die von der „unterkühlten Schauspielkunst der hochkarätigen Darsteller“ lebten. Trotz all seiner Melancholie sei Jarmuschs Film jedoch „kein rein kulturpessimistisches Traktat“; viele Szenen und Dialoge seien durch den für den Regisseur typischen subtilen Humor geprägt. Die Komik stecke in Sprache und Situationen; dieses „Leinwandepos“ mit seiner „zeitlosen Thematik sowie einem großartig grungigen Soundtrack“ stelle eine „hochgradig komische Hymne auf das Leben und die ewige Liebe“ dar.
Auch Susan Vahabzadeh lobte in der Süddeutschen den „schwarzen Jarmusch-Humor“ mit Eves geistreichen Gags und Adams offenem Sarkasmus. Only Lovers Left Alive sei Jarmuschs „beste Arbeit seit Jahren – komisch und melancholisch, vielleicht ein wenig kryptisch, vielschichtig verschlüsselt“. Obwohl die Geschichte, die er erzähle, sich mitunter ein wenig verplaudere, sprächen die Bilder und die Stimmung, die diese beschwören, für sich; Adam und Eve seien „so ziemlich die letzten wahren Menschen“. Die Welt, die Jarmusch in seinem Film entstehen lasse, sei ein „Sammelsurium, ein ,Best of‘ der Jahrhunderte und Kulturen“, in dem sich das zusammenfinde, was die Menschen für erhaltenswert erachtet hätten. In dieser „Sehnsucht nach gestern“, die Only Lovers Left Alive treibe, stecke zugleich die Hoffnung auf ein „echtes, unzerstörbares Gefühl“.
Demgegenüber kritisierte Adrian Prechtel in der Münchener Abendzeitung das Werk als einen ausgelaugten Vampirfilm über die „Einsamkeit des Intellektuellen“ und dessen Empfindung, „aus der Zeit gefallen zu sein, die feindlich vor der Tür ihr oberflächliches Unwesen“ treibe. Jarmuschs Film versinke in einem „weinerlichen Grundton, Pop-Nostalgie und Lebenssaft-ausgesaugter Langsamkeit“. Der Film habe trotz seiner zahlreichen kulturellen und intellektuellen Anspielungen „keinen echten Reiz“. Jarmusch liefere „allenfalls ein Grundkolorit für einen insgesamt fahlen und letztlich faden Film“.
Rupert Koppold von der Stuttgarter Zeitung sah in Jarmuschs „Vampirelegie“ ein „Kunstprojekt mit ein bisschen Sex“, das jedoch „immer mit Stil“ eine „wunderbar dekadente Atmosphäre“ schaffe. Jarmusch zelebriere darin „erlesenen Stillstand“, der Film habe jedoch sehr lange keinen „Biss“.

## Auszeichnungen
- 2013: Cannes Soundtrack Award bei den 66. Filmfestspielen von Cannes an Jozef van Wissem und Sqürl
- 2013: Spezialpreis der Jury des Sitges Festival Internacional de Cinema Fantàstic de Catalunya
- 2014: Platz 4 in der „Liste der besten zehn Filme des Jahres“ der Boston Online Film Critics Association[14]
- 2015: Chlotrudis Award (Bestes Szenenbild)
- 2015: EDA Female Focus Award der Alliance of Women Film Journalists für Tilda Swinton („Actress Defying Age and Agism“)
- 2015: Vancouver Film Critics Circle Award für Tilda Swinton (Beste Hauptdarstellerin)[15]

2016 belegte Only Lovers Left Alive bei einer Umfrage der BBC zu den 100 bedeutendsten Filmen des 21. Jahrhunderts Platz 72.